# Nu1 Lyrae
Pour les articles homonymes, voir Nu Lyrae.
Désignations
Nu1 Lyrae (en abrégé ν1 Lyr) est une étoile de la constellation de la Lyre. Elle est faiblement visible à l'œil nu avec une magnitude apparente de 5,91. L'étoile présente une parallaxe annuelle de 2,69 mas mesurée par le satellite Gaia, ce qui indique qu'elle est distante d'environ ∼ 1 210 a.l. (∼ 371 pc) de la Terre. À cette distance, la magnitude visuelle de l'étoile est diminuée de 0,35 en raison de l'extinction créée par la poussière interstellaire. Elle se rapproche du Système solaire à une vitesse radiale de −26 km/s.
Nu1 Lyrae est une étoile sous-géante bleu-blanc de type spectral B3 IV. C'est une variable suspectée dont la magnitude apparente semble varier entre 5,89 et 5,96. L'étoile est estimée être 6,9 fois plus massive que le Soleil et être âgée d'environ 40 millions d'années. Elle tourne sur elle-même à une vitesse de rotation projetée de 145 km/s. Le rayon de l'étoile est 5,9 fois plus grand que le rayon solaire, elle est autour de 1 460 fois plus lumineuse que le Soleil et sa température de surface est de 14 534 K.
Nu1 Lyrae possède cinq compagnons faibles recensés dans le catalogue d'étoiles doubles de Washington, qui apparaissent être tous purement optiques. Le plus proche d'entre-eux, désigné comme composante B, est une étoile de magnitude 13,0 qui était située à une séparation angulaire de 33,7 secondes d'arc et à un angle de position de 76° de Nu1 Lyrae en 2015.